# ريك جونسون
ريك جونسون هو لاعب كرة القدم الكندية وممثل كندي، ولد في 21 يناير 1961 في الولايات المتحدة.

## وصلات خارجية
- ريك جونسون على موقع JustSportsStats.com (الإنجليزية)

- ريك جونسون على موقع IMDb (الإنجليزية)
- ريك جونسون على موقع قاعدة بيانات الفيلم (الإنجليزية)